# Royce D. Applegate
Royce D. Applegate (Midwest City, 7 gennaio 1939 – Hollywood Hills, 1º gennaio 2003) è stato un attore statunitense.

## Biografia
Royce D. Applegate nacque a Midwest City, Oklahoma, il 7 gennaio 1939. Frequentò la Midwest City High School, iniziando successivamente a lavorare per le stazioni radio texane KMAP e KXXK. Nel 1958 sposò Norma Hidebrand, da cui ebbe un figlio, Scott D. Applegate. La coppia divorziò nel 1969. Proprio in quell'anno ebbe il suo primo ruolo di rilievo come attore nella serie televisiva Quella strana ragazza, mentre raggiunse la notorietà presso il pubblico americano interpretando il ruolo di Manilow Crocker nella prima stagione della serie televisiva SeaQuest DSV, prodotta da Steven Spielberg.
Nel 1985 ricoprì il ruolo drammatico di Donald Brown, un padre colpito da un grave lutto che rapisce Sam McKinney (Danny Cooksey) al fine di sostituire il proprio figlio morto, nel primo episodio della stagione finale di Il mio amico Arnold, quando la serie si trasferì dalla NBC alla ABC. Interpretò la parte del generale confederato James Lawson Kemper in due film di Ronald F. Maxwell dedicati alla guerra di secessione americana, Gettysburg (1993) e Gods and Generals (2003). Prese parte anche a numerosi film come Splash - Una sirena a Manhattan (1984), Getaway (1994), Il dottor Dolittle (1998) e Fratello dove sei? (2000).
Morì nella sua casa di Los Angeles a 64 anni, soffocato dal fumo di un incendio, il giorno di capodanno del 2003. Il suo corpo fu sepolto presso il Woodland Memorial Park Cemetery di Sand Springs, Oklahoma.

## Filmografia

### Cinema
- American Raspberry (Prime Time), regia di Bradley R. Swirnoff (1977)
- Harper Valley PTA, regia di Richard C. Bennett e Ralph Senensky (1978)
- Loose Shoes (Coming Attractions), regia di Ira Miller (1978)
- Alligator, regia di Lewis Teague (1980)
- La pazza storia del mondo (History of the World: Part I), regia di Mel Brooks (1981)
- Splash - Una sirena a Manhattan (Splash), regia di Ron Howard (1984)
- Pazzi da legare (Armed and Dangerous), regia di Mark L. Lester (1986)
- Colpo di scena (From the Hip), regia di Bob Clark (1987)
- Assassino senza colpa? (Rampage), regia di William Friedkin (1987)
- Papà hai trovato un tesoro (Million Dollar Mystery), regia di Richard Fleischer (1987)
- Rain Man - L'uomo della pioggia (Rain Man), regia di Barry Levinson (1988) - voce
- White Sands - Tracce nella sabbia (White Sands), regia di Roger Donaldson (1992)
- Gettysburg, regia di Ronald F. Maxwell (1993)
- Getaway, regia di Roger Donaldson (1994)
- Trappola sulle Montagne Rocciose (Under Siege 2: Dark Territory), regia di Geoff Murphy (1995)
- Phoenix - Delitto di polizia (Phoenix), regia di Danny Cannon (1998)
- Il dottor Dolittle (Dr. Dolittle), regia di Betty Thomas (1998) - voce
- Fratello, dove sei? (O Brother, Where Art Thou?), regia di Joel Coen (2000)
- Nothing But the Truth, regia di Brad White (2000)
- Un sogno, una vittoria (The Rookie), regia di John Lee Hancock (2002)
- Gods and Generals, regia di Ronald F. Maxwell (2003)
- Seabiscuit - Un mito senza tempo (Seabiscuit), regia di Gary Ross (2003)
- Prima ti sposo poi ti rovino (Intolerable Cruelty), regia di Joel Coen (2003)
- Purgatory Flats, regia di Harris Done (2003)

### Televisione
- Mayberry R.F.D. – serie TV, 1 episodio (1970)
- Quella strana ragazza (That Girl) – serie TV, 2 episodi (1969-1971)
- Attack on Terror: The FBI vs. the Ku Klux Klan, regia di Marvin J. Chomsky – film TV (1975)
- Le strade di San Francisco (The Streets of San Francisco) – serie TV, 4 episodi (1973-1976)
- Starsky & Hutch – serie TV, 1 episodio (1979)
- Charlie's Angels - serie TV, episodio 4x03 (1979)
- Flamingo Road – serie TV, 3 episodi (1981)
- La casa nella prateria (Little House on the Prairie) - serie TV, episodio 8x07 (1981)
- CHiPs – serie TV, 3 episodi (1981–1982)
- Il grigio e il blu (The Blue and the Gray) – miniserie TV (1982)
- Hazzard (The Dukes of Hazzard) – serie TV, 2 episodi (1981-1985)
- T.J. Hooker – serie TV, 1 episodio (1982)
- Dynasty – serie TV, 1 episodio (1983)
- Il mio amico Arnold (Diff'rent Strokes) – serie TV, 1 episodio (1985)
- Celebration family – film TV, regia di Robert Day (1987)
- Murder in Mississippi, regia di Roger Young – film TV (1990)
- I segreti di Twin Peaks (Twin Peaks) – serie TV, 2 episodi (1990)
- Beverly Hills 90210 – serie TV, 1 episodio (1991)
- SeaQuest DSV – serie TV, 23 episodi (1993-1994)
- Marlowe - Omicidio a Poodle Springs (Poodle Springs), regia di Bob Rafaelson – film TV (1998)
- Inherit the Wind, regia di Daniel Petrie – film TV (1999)
- CSI - Scena del crimine (CSI: Crime Scene Investigation) – serie TV, episodio pilota (2000)
- JAG - Avvocati in divisa (JAG) – serie TV (2 episodi, 1998–2001)

### Scrittore
- Evil Town, registi vari (1987)
- Loose Shoes (Coming Attractions), regia di Ira Miller (1978)

## Doppiatori italiani
Nelle versioni in italiano delle opere in cui ha recitato, Royce D. Applegate è stato doppiato da:
- Luciano De Ambrosis in Starsky & Hutch, CSI - Scena del crimine
- Piero Tiberi in Charlie's Angels
- Andrea Lala in La casa nella prateria
- Paolo Buglioni in Splash - Una sirena a Manhattan
- Elio Pandolfi in Assassino senza colpa?
- Giovanni Petrucci ne I segreti di Twin Peaks (ep. 1x04)
- Dario De Grassi in SeaQuest - Odissea negli abissi
- Adolfo Fenoglio in Gettysburg
- Sergio Fiorentini in Un sogno, una vittoria